# 相樂真太郎
相樂 真太郎（さがら しんたろう、5月2日 - ）は、日本の男性声優。福島県出身。ネクシード所属。

## 経歴
代々木アニメーション学院仙台校、メディアゲート卒業。以前はユカイナルに所属していた。

## 人物
趣味はものぐさ筋トレ。

## 出演作品

### テレビアニメ
- 俺、ツインテールになります。（2014年、エレメリアンB）
- 実は私は（2015年、おじさん）
- ばくおん!!（2016年、大型カタナ乗り）
- ゲッターロボ アーク（2021年、アタマ）
- Extreme Hearts（2022年、ステージ司会）

### ゲーム
- ソウルワーカー（2016年、ヨルハカ、ローゲン）
- マーベル ミッドナイト・サンズ（2022年、エディ・ブロック）
- ディアブロIV（2023年）

### ドラマCD
- 魔術士オーフェン無謀編（2020年）

### 朗読
- 恋愛?結婚?めんどくせぇ!（2015年）

### 吹き替え

#### 映画
2013年
- 噂のギャンブラー
- エンド・オブ・ザ・ワールド
- ヨンガシ 変種増殖（センサン本部長）

2015年
- カットバンク（ドウェイン・マクラレン〈リアム・ヘムズワース〉）
- 祝宴!シェフ
- ピッチ・パーフェクト（ジェシー〈スカイラー・アスティン〉）※パルコ/ハピネット版
- ベアリー・リーサル（ミスター・マーカス〈ロブ・ヒューベル〉）

2016年
- トマホーク ガンマンvs食人族（ブルーダー〈マシュー・フォックス〉）
- プロヴァンスの休日
- ベルファスト71（伍長、ジェイク）

2017年
- コードネームBT85 大統領暗殺を阻止せよ!（ピーター〈クリス・ジャイ・アレックス〉）
- 5時から7時の恋人カンケイ
- ザ・キング・アーサー外伝
- ザ・トランスポーター ロンドン・ミッション（マット〈ジョシュ・ボウマン〉）
- 処刑台の獣たち
- ストーンウォール（シーモア・パイン〈マット・クレイヴン〉）
- ドラゴン・ウォリアーズ（ショックドア〈エリック・デントン〉）
- ハーフネルソン（フランク〈アンソニー・マッキー〉）

2020年
- ローマの休日（支局長〈ハートリー・パワー〉）※N.E.M.版

2021年
- バッドガイズ!!（ボブ・ボラーニョ刑事〈マイケル・ペーニャ〉）

2022年
- スレイヤー 7日目の煉獄（ルイス神父〈キース・デイヴィッド〉）
- レッドライン 奪還

2023年
- オーディン 斬鉄剣
- トンソン荘事件の記録（ユン・ヒョンシク）
- フラッシュオーバー 炎の消防隊（父）

2024年
- オッペンハイマー（クラウス・フックス〈クリストファー・デナム〉）
- フライト・リスク（州警察官1）
- ブリックレイヤー（ヴィクター・ラデック〈クリフトン・コリンズ・Jr〉）
- ボルテスV レガシー（オスカー・ロビンソン司令〈ガビー・アイゲンマン〉）

2025年
- ランサム 非公式作戦（オ・ジェソク〈イム・ヒョングク〉）
- シリアル・ママ（ビックルズ〈ティム・カジャーノ〉）※BS10スターチャンネル版

#### ドラマ
2017年
- ザ・ファイブ−残されたDNA−

2018年
- レジデント 型破りな天才研修医

2022年
- WAKKER/ウォーカー
- 恋する美食の宮廷記

2025年
- ランドマン（ネイサン〈コルム・フィオール〉）
- バラード 未解決事件捜査班 #9-10

#### アニメ
- ソーラー・オポジット
- 動物園通り64番地
- タイガー&ラビット レジェンド・オブ・ファイヤー（子分[16]）
- ねこのガーフィールド
- はたらく オリーとなかまたち
- ポリス・カーズ2
- リトル・アラジン 空飛ぶ魔法のじゅうたん（エル・ファザ）
- リンダはチキンがたべたい!
- れいぞうこのくにのココモン（ポテパン）
- REGO・ザ・アドベンチャー
- レゴ ニンジャゴー

### ボイスオーバー
- 一攫千金!恐竜ハンター
- SOS！ベアハンドレスキュー
- オーストラリア鉄道２４時
- オーストラリア動物園日記
- 解明！宇宙の仕組み
- キャロル・バスキンのケージファイト
- 工場潜入！驚異のスーパーカー
- スーパーカーの秘密 大解剖
- 世界怪奇ミステリー
- セレブの恩返し 夢の車大作戦
- 潜入！世界を変えた工場
- 大量絶滅～過去からの警鐘～
- 突撃！大人の職業体験
- にゃんこを追って
- ヒトラー完全ガイド
- ヒトラーに背いた女スパイ
- 冒険！世界ミステリーハンター
- 野生動物を救え
- ワン！チーム～犯罪捜査犬～
- メガ建造

### ナレーション
- グリーンチャンネル レトロな馬ポスターの世界
- スペースシャワーネットワーク「Alexandros」特番